# 原山台 (堺市)
原山台（はらやまだい）は大阪府堺市南区の町名。現行行政地名は原山台一丁から原山台五丁。住居表示は実施済み。

## 地名の由来
地区内にあった地名から名付けられた。まちびらきは、昭和49年4月。

## 世帯数と人口
2020年（令和2年）3月31日現在（堺市発表）の世帯数と人口は以下の通りである。
| 丁         | 世帯数    | 人口     |
| ---------- | --------- | -------- |
| 原山台一丁 | 1,870世帯 | 3,565人  |
| 原山台二丁 | 349世帯   | 852人    |
| 原山台三丁 | 559世帯   | 920人    |
| 原山台四丁 | 334世帯   | 860人    |
| 原山台五丁 | 1,870世帯 | 3,839人  |
| 計         | 4,982世帯 | 10,036人 |

### 人口の変遷
国勢調査による人口の推移。
| 1995年（平成7年）  | 14,534人 | [ 7 ]  |  |
| 2000年（平成12年） | 11,970人 | [ 8 ]  |  |
| 2005年（平成17年） | 12,604人 | [ 9 ]  |  |
| 2010年（平成22年） | 11,948人 | [ 10 ] |  |
| 2015年（平成27年） | 10,849人 | [ 11 ] |  |

### 世帯数の変遷
国勢調査による世帯数の推移。
| 1995年（平成7年）  | 4,767世帯 | [ 7 ]  |  |
| 2000年（平成12年） | 4,390世帯 | [ 8 ]  |  |
| 2005年（平成17年） | 5,166世帯 | [ 9 ]  |  |
| 2010年（平成22年） | 5,088世帯 | [ 10 ] |  |
| 2015年（平成27年） | 4,866世帯 | [ 11 ] |  |

## 小・中学校の校区
市立小・中学校に通う場合、校区は以下の通りとなる。
| 丁         | 番地 | 小学校                 | 中学校             |
| ---------- | ---- | ---------------------- | ------------------ |
| 原山台一丁 | 全域 | 堺市立原山ひかり小学校 | 堺市立原山台中学校 |
| 原山台二丁 | 全域 | 堺市立原山ひかり小学校 | 堺市立原山台中学校 |
| 原山台三丁 | 全域 | 堺市立原山ひかり小学校 | 堺市立原山台中学校 |
| 原山台四丁 | 全域 | 堺市立原山ひかり小学校 | 堺市立原山台中学校 |
| 原山台五丁 | 全域 | 堺市立原山ひかり小学校 | 堺市立原山台中学校 |

## 事業所
2016年（平成28年）現在の経済センサス調査による事業所数と従業員数は以下の通りである。
| 丁               | 事業所数  | 従業員数 |
| ---------------- | --------- | -------- |
| 原山台一丁       | 37事業所  | 426人    |
| 原山台二丁       | 43事業所  | 1,067人  |
| 原山台三丁・四丁 | 17事業所  | 127人    |
| 原山台五丁       | 94事業所  | 1,653人  |
| 計               | 191事業所 | 3,273人  |

## 施設
- 堺市立原山ひかり小学校
- 堺市立原山台中学校
- 大阪府立泉北高等支援学校
- アクロスモール泉北（旧名称、クロスモール）
- 堺咲花病院
- マルエス堺原山公園プール・マルエス堺原山台ジム

## 交通

### 鉄道
町域内にはなく、南海泉北線栂・美木多駅が最寄り駅になっている。

### バス
南海バス泉北泉ヶ丘地区線「御池台回り(232系統)」・「原山台回り(234系統)」・「庭代台回り(235系統)」